# Karup Kirke (Viborg Kommune)
 For alternative betydninger, se Karup Kirke. (Se også artikler, som begynder med Karup Kirke)
Karup kirke i Karup er et sengotisk langhus bygget i munkesten, formentlig i sidste halvdel af 1400-tallet. Den oprindeligt meget anselige kirke, der var viet til Skt. Maria, blev bygget som valfartskirke.

## Kirkens historie
Karup var i middelalderen et berømt valfartssted med en helligkilde, hvortil pilgrimme og syge strømmede i stort tal og med dem rige gaver til kirken. Til kirken var også knyttet et hospital. Oprindelig bestod kirken foruden af hovedskibet, som udgør den nuværende kirke, også af tværskibe samt af kor og apsis mod øst og et stort tårn mod vest. Fra 1485 var kirken også sognekirke for Karup Sogn. Efter reformationen ophørte valfarten og dermed forsvandt også det økonomiske grundlag for at vedligeholde den store kirke. Kirken forfaldt og i 1744 blev den købt af herremanden til Aunsbjerg, Sten Jørgensen. Han fik koret, tværskibene og resterne af tårnet revet ned og samtidig opførtes bl.a. den nuværende østgavl med plads til klokke. I dag er der kun bevaret hovedskibets tre fag, og som erstatning for det oprindelige våbenhus blev der i 1940 bygget et nyt.

## Kirkens indre
Af kirkens oprindelige syv hvælvinger er nu kun hovedskibets tre tilbage. Til højre for indgangsdøren finder man et indmuret vievandskar, hvilket er meget usædvanligt i en dansk kirke.

## Inventar
Af kirkens oprindelige inventar fra katolsk tid findes endnu fire endestykker til korstole, lavet omkring år 1500. Der har oprindelig været tolv. Fire andre findes i Sjørslev Kirke, mens de sidste fire er gået til. Døbefonten er en groft tilhugget granitkumme med fire mandshoveder. Dens herkomst er ukendt. Kummen er anbragt på en opmuring med kampesten. Det øvrige inventar stammer fra kirkens genopbygning i 1740'erne. Altertavle og prædikestol er udført i barokstil. Altertavlens billede, forestillende korsfæstelsen, er malet af Viborg-maleren Mogens Thrane.
Udover det oprindelige inventar, der stadig findes i kirken, findes der bl.a. på Viborg Museum resterne af en altertavle, et monstranshus og forskellige helgenfigurer, desuden opbevares en middelalderlig kalk på Nationalmuseet.

## Eksterne kilder og henvisninger
- Karup Kirke hos KortTilKirken.dk]
- Karup Kirke på oldtidende.dk Arkiveret 28. september 2007 hos  Wayback Machine